# Christian Pommerenke
Christian Pommerenke (* 17. Dezember 1933 in Kopenhagen; † 18. August 2024) war ein deutscher Mathematiker, der sich mit Funktionentheorie beschäftigte. Als ordentlicher Professor wirkte er im Fachbereich Mathematik der TU Berlin.

## Leben Werdegang
Pommerenke studierte ab 1954 an der Universität Göttingen, wo er 1957 sein Diplom ablegte und 1959 promoviert wurde (Über die Gleichverteilung von Gitterpunkten auf m- dimensionalen Ellipsoiden). Ab 1958 war er Assistent und nach der Habilitation 1963 Privatdozent in Göttingen. 1961/62 war er Assistant Professor an der University of Michigan in Ann Arbor. 1962/63 lehrte er an der Harvard University und 1965 bis 1967 am Imperial College als Gastprofessor. Seit 1967 war er Professor an der TU Berlin, wo er 1999 emeritiert wurde.
Pommerenke befasste sich unter anderem mit schlichten Funktionen. Gleich nach Veröffentlichung des Beweises der Bieberbach-Vermutung 1985 durch Louis de Branges fand er Vereinfachungen.
Christian Pommerenke war verheiratet und hatte vier Kinder.

## Veröffentlichungen (Auswahl)
- Univalent Functions. Vandenhoeck & Ruprecht, Göttingen (1974) 1975, ISBN 978-3525401330.
- Boundary Behaviour of conformal maps. Springer, 1992.